# Grammy Award for Best Rap Solo Performance
Der Grammy Award for Best Rap Solo Performance, auf Deutsch „Grammy-Award für die beste Rap-Solodarbietung“, ist ein Musikpreis, der im Zeitraum von 1991 bis 2011 bei den jährlich stattfindenden Grammy Awards verliehen wurde. Ausgezeichnet wurden Solokünstler für herausragende Songs, auf denen gerappt wird, also vornehmlich Lieder aus dem Genre der Hip-Hop-Musik. Seit 2012 gehört der Preis zur Kategorie Best Rap Performance.

## Hintergrund und Geschichte

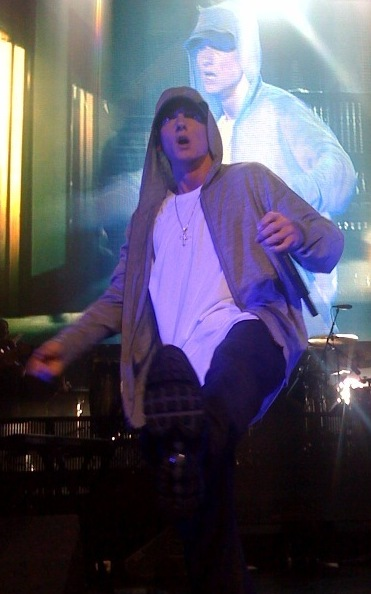
Eminem erhielt den Preis mit vier Gewinnen am häufigsten

Die seit 1958 verliehenen Grammy Awards (eigentlich Grammophone Awards) werden jährlich in zahlreichen Kategorien von der National Academy of Recording Arts and Sciences (NARAS) in den Vereinigten Staaten von Amerika vergeben, um künstlerische Leistung, technische Kompetenz und hervorragende Gesamtleistung ohne Rücksicht auf die Album-Verkäufe oder Chart-Position zu ehren.
Im Jahr 1991 wurde der seit 1989 verliehene Grammy Award for Best Rap Performance in die Kategorien Best Rap Solo Performance und Best Rap Performance by a Duo or Group aufgeteilt. Eine weitere Trennung in Best Male Rap  Solo Performance und Best Female Rap Solo Performance fand in den Jahren 2003 und 2004 statt, wurde anschließend aber wieder rückgängig gemacht.
Entsprechend der Kategorienbeschreibung konnten Interpreten den Preis für Rapsongs erhalten, die neu aufgenommen wurden oder im Auszeichnungszeitraum bekannt wurden. Vergeben wurde die Auszeichnung nach den Regularien für Darbietungen (Singles/Lieder) von Einzelkünstlern aus dem Bereich der Hip-Hop-Musik. Im Zuge einer Umstrukturierung der Grammy Awards wurde die Kategorie 2012 wieder mit der Auszeichnung für Best Rap Performance by a Duo or Group zum Grammy Award for Best Rap Performance zusammengelegt, um die Anzahl der Preise zu reduzieren.

## Statistik
Alle 23 Gewinner des Awards stammen aus den Vereinigten Staaten.
Mit vier Auszeichnungen ist der Rapper Eminem der erfolgreichste Künstler in dieser Kategorie und zugleich der am häufigsten nominierte (acht Mal). Auf ihn folgt die Rapperin Missy Elliott, die drei Preise erhielt, von denen sie zwei in den Jahren 2003 und 2004 bekam, als der Award zusätzlich in Best Female Rap Solo Performance aufgeteilt wurde. Neben ihr konnte lediglich Queen Latifah 1995 als weiblicher Künstler gewinnen.
Außerdem bekamen LL Cool J, Will Smith, Jay-Z und Kanye West je zwei Trophäen überreicht, während Busta Rhymes fünf Mal nominiert wurde, jedoch nie gewann.

## Gewinner und nominierte Künstler
| Jahr                  | Interpret                   | Nationalität       | Werk                        | Weitere nominierte Künstler | Bilder der Ausgezeichneten (exemplarisch) |
| --------------------- | --------------------------- | ------------------ | --------------------------- | --- | ----------------------------------------- |
| 1991 20. Februar 1991 | MC Hammer                   | Vereinigte Staaten | U Can’t Touch This          | - Queen Latifah – All Hail the Queen - Big Daddy Kane – I Get the Job Done - Vanilla Ice – Ice Ice Baby - Monie Love – Monie in the Middle                       | MC Hammer, 2008                           |
| 1992 26. Februar 1992 | LL Cool J                   | Vereinigte Staaten | Mama Said Knock You Out     | - MC Hammer – Here Comes the Hammer - Monie Love – It’s a Shame (My Sister) - Ice-T – New Jack Hustler (Nino’s Theme)                                            | LL Cool J, 2007                           |
| 1993 24. Februar 1993 | Sir Mix-a-Lot               | Vereinigte Staaten | Baby Got Back               | - MC Hammer – Addams Groove - Queen Latifah – Latifah’s Had It Up 2 Here - LL Cool J – Strictly Business - Marky Mark and the Funky Bunch – You Gotta Believe    | Sir Mix-a-Lot, 2006                       |
| 1994 1. März 1994     | Dr. Dre                     | Vereinigte Staaten | Let Me Ride                 | - Paperboy – Ditty - Sir Mix-a-Lot – Just da Pimpin’ in Me - MC Lyte – Ruffneck - LL Cool J – Stand by Your Man                                                  | Dr. Dre, 2008                             |
| 1995 1. März 1995     | Queen Latifah               | Vereinigte Staaten | U.N.I.T.Y.                  | - Coolio – Fantastic Voyage - Craig Mack – Flava in Ya Ear - Snoop Doggy Dogg – Gin and Juice - Warren G – This D.J.                                             | Queen Latifah, 2008                       |
| 1996 28. Februar 1996 | Coolio                      | Vereinigte Staaten | Gangsta’s Paradise          | - The Notorious B.I.G. – Big Poppa - 2Pac – Dear Mama - Skee-Lo – I Wish - Busta Rhymes – Woo Hah!! Got You All in Check                                         | Coolio, 2002                              |
| 1997 26. Februar 1997 | LL Cool J                   | Vereinigte Staaten | Hey Lover                   | - Coolio – 1, 2, 3, 4 (Sumpin’ New) - Nas – If I Ruled the World (Imagine That) - Heavy D – Rock with You                                                        | LL Cool J, 2010                           |
| 1998 25. Februar 1998 | Will Smith                  | Vereinigte Staaten | Men in Black                | - Busta Rhymes – Put Your Hands Where My Eyes Could See - LL Cool J – Ain’t Nobody - Missy Elliott – The Rain (Supa Dupa Fly) - The Notorious B.I.G. – Hypnotize | Will Smith, 2009                          |
| 1999 24. Februar 1999 | Will Smith                  | Vereinigte Staaten | Gettin’ Jiggy wit It        | - Busta Rhymes – Dangerous - Wyclef Jean – Gone till November - Jay-Z – Hard Knock Life (Ghetto Anthem) - Lauryn Hill – Lost Ones                                | Will Smith, 2010                          |
| 2000 23. Februar 2000 | Eminem                      | Vereinigte Staaten | My Name Is                  | - Busta Rhymes – Gimme Some More - Q-Tip – Vivrant Thing - 2Pac – Changes - Will Smith – Wild Wild West                                                          | Eminem, 2005                              |
| 2001 21. Februar 2001 | Eminem                      | Vereinigte Staaten | The Real Slim Shady         | - Common – The Light - DMX – Party Up (Up in Here) - Mystikal – Shake Ya Ass - Nelly – Country Grammar (Hot Shit)                                                | Eminem, 2009                              |
| 2002 27. Februar 2002 | Missy Elliott               | Vereinigte Staaten | Get Ur Freak On             | - Afroman – Because I Got High - DMX – Who We Be - Jay-Z – Izzo (H.O.V.A.) - Nelly – Ride wit Me                                                                 | Missy Elliott, 2010                       |
| 2003 23. Februar 2003 | Nelly                       | Vereinigte Staaten | Hot in Herre                | - Eminem – Without Me - Jay-Z – Song Cry - Ludacris – Rollout (My Business) - Mystikal – Bouncin’ Back (Bumpin’ Me Against the Wall)                             | Nelly, 2010                               |
| 2003 23. Februar 2003 | Missy Elliott               | Vereinigte Staaten | Scream a.k.a. Itchin        | - Charli Baltimore – Diary - Eve – Satisfaction - Foxy Brown – Na Na Be Like - Lauryn Hill – Mystery of Iniquity                                                 | Missy Elliott, 2010                       |
| 2004 8. Februar 2004  | Eminem                      | Vereinigte Staaten | Lose Yourself               | - 50 Cent – In da Club - Joe Budden – Pump It Up - Ludacris – Stand Up - Sean Paul – Get Busy                                                                    | Eminem, 2009                              |
| 2004 8. Februar 2004  | Missy Elliott               | Vereinigte Staaten | Work It                     | - Da Brat – Got It Poppin’ - Lil’ Kim – Came Back for You - MC Lyte – Ride wit’ Me - Queen Latifah – Go Head                                                     | Missy Elliott, 2010                       |
| 2005 13. Februar 2005 | Jay-Z                       | Vereinigte Staaten | 99 Problems                 | - Eminem – Just Lose It - Kanye West – Through the Wire - Lloyd Banks – On Fire - Twista – Overnight Celebrity                                                   | Jay-Z, 2008                               |
| 2006 8. Februar 2006  | Kanye West feat. Jamie Foxx | Vereinigte Staaten | Gold Digger                 | - 50 Cent – Disco Inferno - Common – Testify - Eminem – Mockingbird - T.I. – U Don’t Know Me - Ludacris – Number One Spot                                        | Kanye West, 2007                          |
| 2007 11. Februar 2007 | T.I.                        | Vereinigte Staaten | What You Know               | - Busta Rhymes – Touch It - Missy Elliott – We Run This - Lupe Fiasco – Kick, Push - Mos Def – Undeniable                                                        | T.I., 2008                                |
| 2008 10. Februar 2008 | Kanye West                  | Vereinigte Staaten | Stronger                    | - Common – The People - 50 Cent – I Get Money - Jay-Z – Show Me What You Got - T.I. – Big Shit Poppin’ (Do It)                                                   | Kanye West, 2009                          |
| 2009 8. Februar 2009  | Lil Wayne                   | Vereinigte Staaten | A Milli                     | - Jay-Z – Roc Boys (And the Winner Is)… - Lupe Fiasco – Paris, Tokyo - Nas – N.I.G.G.E.R. (The Slave and the Master) - Snoop Dogg – Sexual Eruption              | Lil Wayne, 2007                           |
| 2010 31. Januar 2010  | Jay-Z                       | Vereinigte Staaten | D.O.A. (Death of Auto-Tune) | - Eminem – Beautiful - Drake – Best I Ever Had - Kid Cudi – Day ’n’ Nite - Mos Def – Casa Bey                                                                    | Jay-Z, 2011                               |
| 2011 13. Februar 2011 | Eminem                      | Vereinigte Staaten | Not Afraid                  | - Drake – Over - Ludacris – How Low - T.I. – I'm Back - Kanye West – Power                                                                                       | Eminem, 2010                              |